# Dominique Pinon
Dominique Pinon, född 4 mars 1955 i Saumur i Maine-et-Loire, är en fransk skådespelare. Han gjorde sin filmdebut 1980, i La découverte, en kortfilm av Arthur Joffé. Han har inte minst spelat roller i franska surrealistiska filmer tack vare sitt "gummiansikte". För den internationella filmpubliken är han mest känd för sin medverkan i filmer av Jean-Pierre Jeunet. Förutom långfilmer har han medverkat i teaterproduktioner och ett stort antal kortfilmer.

## Filmografi i urval
- 1981 -- Diva
- 1988 – Frantic
- 1989 – Franska revolutionen
- 1991 – Delikatessen
- 1995 – De förlorade barnens stad
- 1997 – Alien återuppstår
- 2001 – Amélie från Montmartre
- 2003 – La gran aventura de Mortadelo y Filemón
- 2004 – En långvarig förlovning
- 2008 – Dante 01
- 2009 – Micmacs
- 2022 – Big Bug
- 2024 – Memoir of a Snail